# Мондавио
Монда̀вио (на италиански: Mondavio, на местен диалект Mondavi, Мондави) е малко градче и община в Централна Италия, провинция Пезаро и Урбино, регион Марке. Разположено е на 280 m надморска височина. Населението на общината е 3947 души (към 2012 г.).